# Ann Curry

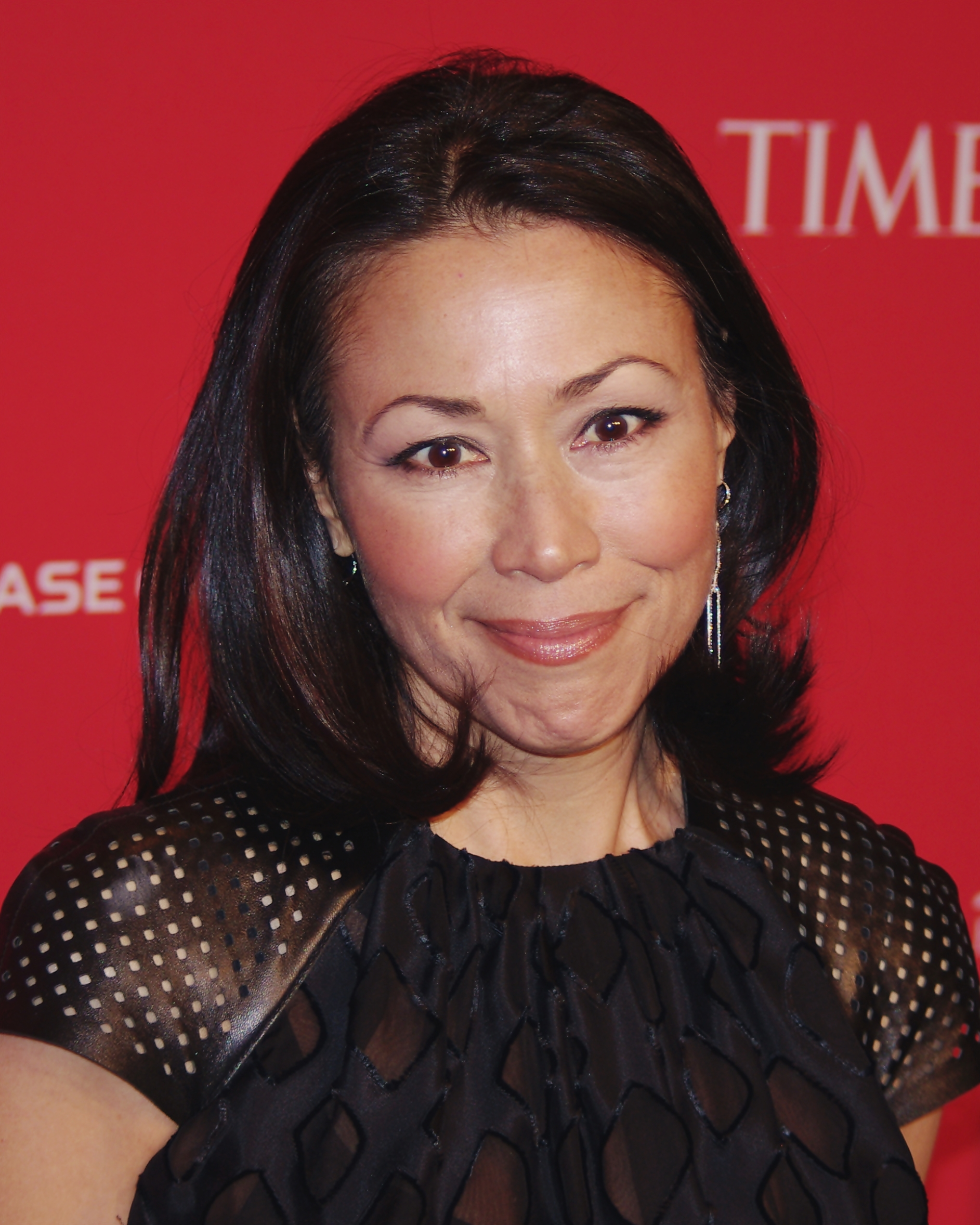
Ann Curry in 2012

Ann Curry (Guam, 19 november 1956) is een Amerikaanse journaliste en sinds mei 1997 presentatrice van het NBC ontbijtprogramma Today. Sinds 2005 is Curry ook presentatrice van Dateline NBC. Samen met Lester Holt is ze de belangrijkste vervanger voor Brian Williams bij het NBC Nightly News. Curry is getrouwd met Brian Ross. Samen hebben ze een dochter en een zoon. 

## Carrière
In 1978 studeerde Curry af als bachelor in de Journalistiek aan de Universiteit van Oregon. Haar televisiecarrière begon in 1978 als stagiaire bij het NBC-station, later een CBS-station, KTVL in Meford, Oregon. Ze werd daar de eerste vrouwelijke nieuwsreporter. In 1980 verhuisde Curry naar het NBC-station KGW in Portland, alwaar ze reporter en nieuwsanker was. Vier jaar later werd Curry reporter voor KCBS-TV in Los Angeles. Ze kreeg voor haar werk bij deze zender twee Emmy Awards. In 1990 ging Curry aan de slag bij NBC News, eerst als correspondent voor NBC News in Chicago. In de periode van 1991 tot 1996 was ze presentatrice van NBC News at Sunrise. Tijdens deze periode verving ze ook presentatoren van Today en Weekend Today. In 1997 werd Curry vaste nieuwslezer bij Today en in mei 2005 copresentatrice van Dateline NBC. 
Curry maakt vooral internationale reportages. Ze deed verslag vanuit plaatsen als Bagdad, Iran, Sri Lanka, Rwanda, Albanië en Darfoer. Tijdens de invasie van Afghanistan deed ze verslag vanop de USS Theodore Roosevelt. Ze was in 2004 het eerste nieuwsanker dat vanuit het tsunami-gebied verslag deed.

## Onderscheidingen
- Emmy Awards, voor de verslaggeving van de aardbeving in Los Angeles van 1987; en een andere Emmy Award voor haar reportage over de explosie van een gaspijpleiding in San Bernardino in Californië .
- Golden Mic, aangeboden door de Radio & Television News Association of Southern California (RTNA)
- Certificate of Excellence, Associated Press]
- Gracie Allen Award, aangeboden door de The Foundation of American Women in Radio and Television
- Excellence in Reporting, aangeboden door de NAACP
- Pioneer Award, aangeboden door de University of Oregon.
- Hall of Achievement induction, University of Oregon School of Journalism and Communication